# Milena Horvat
Milena Horvat, slovenska inženirka kemije, * 11. september 1958, Celje.
Milena Horvat je znanstvena svetnica na Institutu "Jožef Stefan", kjer je vodja Odseka za znanosti o okolju, redna profesorica na Mednarodni podiplomski šoli Jožefa Stefana ter njena dekanja.

## Življenje in delo
Milena Horvat je leta 1982 diplomirala na ljubljanski FNT in prav tam leta 1989 tudi doktorirala.
Od leta 1982 do 1985 je delala na FNT, od 1985 pa na Institutu Jožef Stefan.
V času od 1991 do 1992 je delala v raziskovalni skupini Brooks Rand v Seattlu v ZDA, kjer se je ukvarjala s preučevanjem živega srebra v okolju in njegovega vpliva na zdravje ljudi. V tem času je razvila nove metode za določanje izjemno nizkih koncentracij organo-živosrebrovih spojin v vzorcih iz okolja. Nato je štiri leta vodila Raziskovalni laboratorij za raziskave morskega okolja pri Mednarodni atomski agenciji v Monaku, kjer je raziskovala in ocenjevala onesnaženja Črnega morja, Perzijskega zaliva in še nekaterih sladkih vod.
Znanje, ki ga je pridobila v tujini, je spretno prenesla na Institut "Jožef Stefan". Uvedla je sodelovanje inštituta z ameriškim Nacional Institute of Standards and Technology, z belgijskim Institute of Refernce Materials and Measurements in z Mednarodno agencijo za atomsko energijo na Dunaju. Svoje izkušnje z ocenjevanjem onesnaževanja okolja z živim srebrom in njegovim odpravljanjem je posredovala univerzama na Kitajskem in na Japonskem, s katerima sodeluje.
Z vabljenimi predavanji je Horvatova gostovala na raziskovalnih inštitutih in univerzah v ZDA, Braziliji, Franciji, Belgiji, Veliki Britaniji, Italiji, Švedski in na Japonskem in Kitajskem. Poleg tega sodeluje v več kot dvajsetih mednarodnih projektih, ki obravnavajo predvsem raziskave onesnaževanja z živim srebrom.
Raziskovalno delo je posvetila razumevanju nevarnosti živega srebra in njegovih spojin v okolju in zdravju ljudi. Značilnost njenega dela je predvsem interdisciplinarni pristop pri reševanju okoljskih problemov onesnaženih okolij, razumevanju kroženja živega srebra v morskem okolju ter pri razvoju metod za spremljanje stanja in sprememb v okolju in zdravju ljudi. Prav tako se je ukvarjala z remediacijo onesnaženih okolij in cenovno učinkovitimi tehnologijami za odstranjevanje živega srebra iz emisijskih virov.
Njeni dosežki so pomembni za Slovenijo in svet, saj je z znanstvenimi podlagami prispevala k ustvarjanju novih mednarodnih predpisov in standardov, kar je eden od pomembnih ciljev raziskovalnega dela na področju okoljskih znanosti. Izsledki raziskav, ki jih je v zadnjih sedmih letih predstavila v več kot 180 objavah, so mednarodno izjemno odmevni z več kot 3700 skupnimi citati in Hirschevim indeksom 33. Imela je številna vabljena predavanja na mednarodnih konferencah ter raziskovalnih ustanovah in univerzah po vsem svetu. Učinkovito sodeluje pri evropskih projektih in v mednarodnih okoljevarstvenih organizacijah, zlasti v okviru Združenih narodov, v Svetovni zdravstveni organizaciji (WHO), Programu združenih narodov za okolje  (UNEP) ter v Mednarodni agenciji za atomsko energijo (IAEA).

## Nagrade
- Leta 2002 je prejela priznanje ambasadorka Republike Slovenije v znanosti. [1]
- Leta 2014 je prejela Zoisovo nagrado za vrhunske dosežke pri raziskovanju živega srebra.[2]